# Оттер (корабель, 1795)
Оттер (англ. Otter) — американське торгове судно. Він був найвідомішим через порятунок Томаса Мюра (англ. Thomas Muir), знаменитого шотландського політичного засланця.

## Історія
Між 1795 і 1798 роками Оттер перебував в Тихому океані. У 1798 році судно було захоплено французами і втрачено в морі.

## Характеристики
Мало що відомо про Оттер. За деякими джерелами це був 168-тонний корабель. Найбільш ймовірно, що порт, до якого він був приписаний, був Бостон.
Іспанські джерела стверджують, що судно було оснащено шістьма гарматами і екіпажем з двадцяти шести осіб.